# Associazione Calcio Napoli 1945-1946
Questa voce raccoglie le informazioni riguardanti l'Associazione Calcio Napoli nelle competizioni ufficiali della stagione 1945-1946.

## Risultati della stagione
- Serie mista A-B Centro-Sud: 1º posto (qualificato al Girone finale Divisione Nazionale e promosso in Serie A)
- Divisione Nazionale: 5º posto

## Divise
| Prima divisa | Divisa portiere |

## Organigramma societario
- Presidente: Pasquale Russo
- Allenatore: Raffaele Sansone

## Rosa
| N. |                    | Ruolo | Calciatore                    |
| -- | ------------------ | ----- | ----------------------------- |
| 1  | Italia (bandiera)  | P     | Arnaldo Sentimenti (capitano) |
| 12 | Italia (bandiera)  | P     | Silvano Pipan                 |
|    | Italia (bandiera)  | D     | Bruno Berra                   |
|    | Italia (bandiera)  | D     | Egidio Di Costanzo            |
|    | Italia (bandiera)  | D     | Ferdinando Pastore            |
|    | Italia (bandiera)  | D     | Mario Pretto                  |
|    | Italia (bandiera)  | D     | Mario Rosi                    |
|    | Uruguay (bandiera) | C     | Michele Andreolo              |

| N. |                    | Ruolo | Calciatore       |
| -- | ------------------ | ----- | ---------------- |
|    | Italia (bandiera)  | C     | Fioravante Baldi |
|    | Italia (bandiera)  | C     | Umberto Busani   |
|    | Italia (bandiera)  | C     | Luigi Gallanti   |
|    | Italia (bandiera)  | C     | Andrea Verrina   |
|    | Italia (bandiera)  | A     | Carlo Barbieri   |
|    | Italia (bandiera)  | A     | Michele Giraud   |
|    | Albania (bandiera) | A     | Riza Lushta      |
|    | Italia (bandiera)  | A     | Umberto Menti    |

## Risultati

### Divisione Nazionale

#### Campionato Misto Serie A-B Centro-Sud

##### Girone di andata
| 21 ottobre 1945 1ª giornata |  | – Turno di riposo |  |  |

| Arbitro: | Gemini (Roma) |

|                       |           |              |
| Di Benedetti 44’, 87’ | Marcatori | 71’ Gallanti |

| Napoli 4 novembre 1945 3ª giornata | Napoli          | 0 – 0 referto | Lazio | Stadio del Vomero\| Arbitro: \| Cambi (Livorno) \| |
| Arbitro:                           | Cambi (Livorno) |               |       |                                                    |

| Arbitro: | Maurelli (Roma) |

|  |           |                                    |
|  | Marcatori | 14’ Busani 44’ Andreolo 84’ Pretto |

| Arbitro: | Orlandini (Roma) |

|              |           |  |
| Gallanti 10’ | Marcatori |  |

| Arbitro: | Dattilo (Roma) |

|            |           |  |
| Busani 44’ | Marcatori |  |

| 2 dicembre 1945 7ª giornata |  | – Turno di riposo |  |  |

| Arbitro: | Cappucci (Roma) |

|  |           |                 |
|  | Marcatori | 34’ Di Costanzo |

| Roma 16 dicembre 1945 9ª giornata | Roma            | 0 – 0 referto | Napoli | Stadio Nazionale\| Arbitro: \| Pizziolo (Roma) \| |
| Arbitro:                          | Pizziolo (Roma) |               |        |                                                   |

| Arbitro: | Cambi (Livorno) |

|             |           |  |
| Verrina 48’ | Marcatori |  |

| Palermo 30 dicembre 1945 11ª giornata | Palermo          | 0 – 0 referto | Napoli | Stadio La Favorita\| Arbitro: \| Scotti (Taranto) \| |
| Arbitro:                              | Scotti (Taranto) |               |        |                                                      |

| Arbitro: | Coppolone (Bari) |

|                                                 |           |           |
| Rosi 6’ Barbieri 22’, 55’, 78’ Verrina 62’, 76’ | Marcatori | 75’ Boldi |

##### Girone di ritorno
| 20 gennaio 1946 13ª giornata |  | – Turno di riposo |  |  |

| Arbitro: | Curradi (Firenze) |

|                       |           |           |
| Lushta 3’ Barbieri 8’ | Marcatori | 47’ Fusco |

| Roma 3 febbraio 1946 15ª giornata | Lazio            | 0 – 0 referto | Napoli | Stadio Nazionale\| Arbitro: \| Scotti (Taranto) \| |
| Arbitro:                          | Scotti (Taranto) |               |        |                                                    |

| Arbitro: | Pasinetti (Roma) |

|                   |           |  |
| Andreolo 75’, 80’ | Marcatori |  |

| Arbitro: | Fois (Roma) |

|                             |           |              |
| Tondonati 17’ Centorame 30’ | Marcatori | 88’ Barbieri |

| Arbitro: | Dattilo (Roma) |

|              |           |  |
| Cattaneo 28’ | Marcatori |  |

| 3 marzo 1946 19ª giornata |  | – Turno di riposo |  |  |

| Arbitro: | Gemini (Roma) |

|           |           |  |
| Baldi 27’ | Marcatori |  |

| Arbitro: | Piselli (Firenze) |

|              |           |              |
| Andreolo 39’ | Marcatori | 50’ Dagianti |

| Arbitro: | Scotti (Taranto) |

|              |           |              |
| Colaneri 50’ | Marcatori | 60’ Andreolo |

| Arbitro: | Cappucci (Roma) |

|                 |           |  |
| Lushta 15’, 76’ | Marcatori |  |

| Arbitro: | Pizziolo (Roma) |

|                  |           |                                   |
| Polak 71’ (rig.) | Marcatori | 46’, 57’ Busani 48’, 64’ Barbieri |

#### Girone finale

##### Girone di andata
| Napoli 28 aprile 1946 1ª giornata | Napoli | 1 – 0 referto | Milan | Stadio del Vomero |

| Bari 5 maggio 1946 2ª giornata | Bari | 2 – 2 referto | Napoli | Stadio della Vittoria |

| Napoli 12 maggio 1946 3ª giornata | Napoli | 0 – 2 referto | Torino | Stadio del Vomero |

| Milano 19 maggio 1946 4ª giornata | Inter | 2 – 1 referto | Napoli | Arena Civica |

| Napoli 26 maggio 1946 5ª giornata | Napoli | 2 – 1 referto | Roma | Stadio del Vomero |

| Napoli 30 maggio 1946 6ª giornata | Napoli | 3 – 0 | Pro Livorno | Stadio del Vomero |

| Torino 9 giugno 1946 7ª giornata | Juventus | 6 – 0 referto | Napoli | Stadio Comunale |

##### Girone di ritorno
| Milano 16 giugno 1946 8ª giornata | Milan | 2 – 3 referto | Napoli | Arena Civica |

| Napoli 20 giugno 1946 9ª giornata | Napoli | 4 – 0 referto | Bari | Stadio del Vomero |

| Torino 30 giugno 1946 10ª giornata | Torino | 7 – 1 referto | Napoli | Stadio Filadelfia |

| Napoli 7 luglio 1946 11ª giornata | Napoli | 0 – 0 referto | Inter | Stadio del Vomero |

| Roma 14 luglio 1946 12ª giornata | Roma | 2 – 0 referto | Napoli | Stadio Nazionale |

| Livorno 21 luglio 1946 13ª giornata | Pro Livorno | 2 – 1 referto | Napoli | Stadio Comunale |

| Napoli 28 luglio 1946 14ª giornata | Napoli | 1 – 1 referto | Juventus | Stadio del Vomero |

## Statistiche

### Statistiche di squadra
| Competizione         | Punti | In casa | In casa | In casa | In casa | In casa | In casa | In trasferta | In trasferta | In trasferta | In trasferta | In trasferta | In trasferta | Totale | Totale | Totale | Totale | Totale | Totale | DR  |
| Competizione         | Punti | G       | V       | N       | P       | Gf      | Gs      | G            | V            | N            | P            | Gf           | Gs           | G      | V      | N      | P      | Gf     | Gs     | DR  |
| -------------------- | ----- | ------- | ------- | ------- | ------- | ------- | ------- | ------------ | ------------ | ------------ | ------------ | ------------ | ------------ | ------ | ------ | ------ | ------ | ------ | ------ | --- |
| Serie A-B Centro-Sud | 28    | 10      | 8       | 2       | 0       | 17      | 3       | 10           | 3            | 4            | 3            | 11           | 7            | 20     | 11     | 6      | 3      | 28     | 10     | +18 |
| Finali nazionali     | 13    | 7       | 4       | 2       | 1       | 11      | 4       | 7            | 1            | 1            | 5            | 8            | 23           | 14     | 5      | 3      | 6      | 19     | 27     | -8  |
| Totale               |       | 17      | 12      | 4       | 1       | 28      | 7       | 17           | 4            | 5            | 8            | 19           | 30           | 34     | 16     | 9      | 9      | 47     | 37     | +10 |

### Statistiche dei giocatori
| Giocatore      | Serie A-B | Serie A-B |
| Giocatore      | Presenze  | Reti      |
| -------------- | --------- | --------- |
| M. Andreolo    | 32        | 5         |
| F. Baldi       | 17        | 2         |
| C. Barbieri    | 27        | 15        |
| B. Berra       | 32        | 0         |
| U. Busani      | 30        | 6         |
| E. Di Costanzo | 30        | 4         |
| L. Gallanti    | 23        | 2         |
| M. Giraud      | 1         | 0         |
| R. Lushta      | 27        | 6         |
| L. Milano      | 1         | 0         |
| F. Pastore     | 15        | 0         |
| S. Pipan       | 3         | -?        |
| M. Pretto      | 33        | 1         |
| M. Rosi        | 34        | 2         |
| R. Sansone     | 4         | 0         |
| A. Sentimenti  | 31        | -?        |
| A. Verrina     | 34        | 4         |